# Хёгерсдорф
Хёгерсдорф (нем. Högersdorf) — община в Германии, в земле Шлезвиг-Гольштейн. 
Входит в состав района Зегеберг. Подчиняется управлению Лецен.  Население составляет 405 человек (на 31 декабря 2010 года). Занимает площадь 4,94 км².